# Fák jú, Chantal
A Fák jú, Chantal (eredeti cím: Chantal im Märchenland) 2024-ben bemutatott német filmvígjáték, amelyet Bora Dagtekin írt és rendezett. A főbb szerepekben Jella Haase, Gizem Emre, Max von der Groeben, Nora Tschirner és Mido Kotaini látható. A film a Fák jú, Tanár úr!-filmsorozat spin-offja.
Németországban 2024. március 28-án mutatták be a mozikban. Magyarországon augusztus 29-én jelent meg az InterCom Zrt. forgalmazásában.

## Cselekmény
Chantal Ackermann továbbra is influenszerként próbál érvényesülni, de alig van követője. Úgy gondolja, hogy úgysem ér el semmit, ezért nem akar tanulóévekbe kezdeni. Legjobb barátnője, Zeynep viszont ügyvédi gyakornoki állásban reménykedik. Amikor Chantal megkapja Zeynep állásajánlatát, nem mondja el neki. Inkább részt vesz egy Instagram-versenyen, hogy reklámszerződést nyerjen egy rágógumigyártó céggel. Miközben ehhez a poszthoz forgatnak, egy antik varázstükrön keresztül lépnek be a mesék világába, amit összetévesztenek egy közösségi média trükkel. Szikrácska tündér közli velük, 24 órájuk van, amíg újra kinyílik a világukba vezető kapu. Chantal azonnal lelkesedik, és ezt az időt arra akarja felhasználni, hogy tartalmat generáljon a reklámhoz. A két barát megtudja, Chantalt összetévesztik egy hercegnővel. Összebarátkoznak Amália hercegnővel, aki kapcsolatban áll Artolffal; a férfi megpróbálja a kardot kihúzni a kőből, hogy Wilderich király asztali lovagjaként szolgálhasson. Chantal azt is megtudja, hogy ő Csipkerózsika, és hamarosan elátkozott álomba merül. Ezt Zeyneppel együtt próbálja megakadályozni, és csapdát állít Samsara boszorkány számára. Ez megszabadítja őt az alvó átoktól. Chantal szeretné, ha Sprengelföldi Bosco herceg ébren csókolná meg, így tartalmas videót készítene. A kísérlet azonban kudarcba fullad, a tükör eltörik, és Bosco herceg véletlenül elátkozza magát. A tükör megjavításához varázslatra van szükségük, amit csak a sötét erdőben találnak meg. Chantal és Zeynep az istállófiúval, Aladinnal együtt indulnak útnak.
A sötét erdőben találkoznak Samsara boszorkánnyal, akitől segítséget kell kérniük. Megtudják, Wilderich király száműzte Samsarát és nővéreit, akik korábban bábák voltak, mert attól félt, valaki megtalálja a kék gyémántot. Chantal révén Samsara biztos benne, hogy ő az, aki meg tudja szabadítani a tündérországot a zsarnoki királytól. Zeynep Samsarával marad, hogy boszorkánynak képezzék ki, míg Chantal és Aladdin visszamennek a palotába előkészíteni a varázslatot. Közelebb kerülnek egymáshoz, és Chantal megtudja, Aladdin soha nem lopott semmit, és gondok nélküli életre vágyik, hiszen annak idején elmenekült Bagdadból. Soha nem hallott még repülő szőnyegről, dzsini-ről vagy jázminról sem. Az udvarban Chantal megpróbálja felébreszteni Bosco herceget, de próbálkozásai kudarcba fulladnak, mert Bosco valójában az istállófiút szereti. Csak akkor ébred fel, amikor megcsókolja. Hogy homoszexualitását leplezze, azt állítja, hogy Chantalt csókolta ébren. A király ezután megszervezi az esküvőt. Chantal eljátssza a szerepét, mivel Bosco azzal zsarolja, hogy tudja, nem hercegnő. Amalia kihúzza a kardot a kőből, de Artolf azt állítja, hogy valójában ő volt az. Chantal elborzad, és megpróbálja Amaliát bátorítani, hogy beszéljen.
Zeynep immár boszorkány, míg Chantal mindent előkészített. Sikerül megjavítaniuk a tükröt, de Zeynep ekkor megtudja, hogy Chantal elrejtette előle a levelet, amelyben az állásígéret van. Ebben a pillanatban Bosco édesanyja ront be az eseménybe, és azt hiszi, ők ketten boszorkányok. Ő is megtudja fia valódi érzéseit. Zeynepet elfogják, míg Chantalnak sikerül megszöknie. Megpróbálja megtalálni a kék gyémántot, hogy megakadályozza Wilderich királyt Zeynep elégetésében. Aladdin segítségével, aki időközben megtalálta a varázslámpát, sikerül szembeszállnia a gyémántot őrző sárkánnyal, és Snapchat segítségével megnyeri őt maga mellé. A boszorkány Samsara boszorkánnyal együtt sikerül megbuktatniuk a királyt, és kiszabadítaniuk a tükörbe zárt feleségét. Artolf meg akarja ölni Chantalt a karddal, de Amália képes irányítani a kardot, mivel ő volt az, aki kihúzta a kőből, ezért ő rendelkezik felette. Amália lesz a királynő első női asztali lovagja. Zeynep és Chantal visszatérnek a világukba a varázstükrön keresztül. A két barát kibékül. Chantal úgy dönt, önkéntes munkát vállal.

## Szereplők
| Szerep                                | Színész              | Magyar hang          |
| ------------------------------------- | -------------------- | -------------------- |
| Chantal Ackermann                     | Jella Haase          | Csifó Dorina         |
| Zeynep Tezel                          | Gizem Emre           | Csuha Bori           |
| Aladdin                               | Mido Kotaini         | Miller Dávid         |
| Sprengelföldi Bosco herceg            | Max von der Groeben  | Czető Roland         |
| Hexe Sansara                          | Nora Tschirner       | Mezei Kitty          |
| Artolf lovag                          | Frederick Lau        | Orosz Ákos           |
| Amália 'Borsi' von Kannstein hercegnő | Maria Ehrich         | Rudolf Szonja        |
| Királyné                              | Alexandra Maria Lara | Kisfalvi Krisztina   |
| Wilderich király                      | Cooper Dillon        | Papp-Horváth Levente |
| Írnok                                 | Nico Stank           | Dér Zsolt            |
| Zeki Müller                           | Elyas M’Barek        | Szabó Máté           |
| Szikrácska tündér                     | Maria Happel         | Sági Tímea           |
| Sprengelföldi Kurgunde                | Elena Uhlig          | Náray Erika          |
| Lorenz                                | Ben Felipe           | Katona Péter Dániel  |
| Bechtold herceg                       | Jannik Schümann      | Tóth Dominik         |
| Ikerlányok                            | Daniela Reichert     |                      |
| Ikerlányok                            | Melanie Reichert     |                      |

### Magyar változat
- Főcím: Egressy G. Tamás
- Magyar szöveg: Pallinger Emőke
- Hangmérnök: Tóth Péter Ákos
- Vágó: Sári-Szemerédi Gabriella
- Gyártásvezető: Cabello-Colini Borbála
- Szinkronrendező: Marton Bernadett
- Produkciós vezető: Hagen Péter

A szinkront a Mafilm Audio Kft. készítette el.

## A film készítése
A Fák jú, Tanár úr!-filmsorozat spin-offját 2023 márciusában jelentették be. Jella Haase visszatért a filmsorozatból ismert szerepéhez, mint Chantal Ackermann. Gizem Emre szintén visszatér korábbi szerepébe, míg Max von der Groeben az eredeti trilógiában játszott szerepének meseszerű változatát alakítja. Elyas M’Barek vendégszereplőként ismét eljátszotta Zeki Müller szerepét. A film forgatókönyvét ismét Bora Dagtekin írta, aki a filmet rendezte is. 
A forgatásra 2023. március 1. és április 26. között került sor a bajorországi Hyperbowl Virtual Studio Penzingben és Prágában.